# 11.º Prêmio Angelo Agostini
O 11.º Prêmio Angelo Agostini (também chamado Troféu Angelo Agostini) foi um evento organizado pela Associação dos Quadrinhistas e Caricaturistas do Estado de São Paulo (ACQ-ESP) com o propósito de premiar os melhores lançamentos brasileiros de quadrinhos de 1994 em diferentes categorias.

## História
Novamente foi aberta a votação por correio para quaisquer interessados em escolher os vencedores de cada categoria, mas com uma alteração: agora cada pessoa poderia escolher até dois nomes, que teriam peso diferente se colocados em primeiro ou segundo (com exceção da categoria "Mestre do Quadrinho Nacional", que premia três pessoas e, portanto, tinha espaço para três nomes com o mesmo peso na apuração). O objetivo foi ampliar a quantidade de nomes sendo votados e diminuir as chances de votos "casados". Os votos foram recebidos até 15 de dezembro de 1994 e apurados em seguida. Foram mais de 150 votos de todo o país.
A cerimônia de entrega de troféus foi realizada junto com o Festival do Quadrinho Nacional, no Sesc Pompeia, em São Paulo. O evento foi realizado nos dias 28 e 29 de janeiro de 1995, com a entrega do Prêmio Angelo Agostini ocorrendo no primeiro dia. Foram realizadas oficinas, palestras e exposições. Assim como no ano anterior, foram também entregues os troféus do Prêmio Nova, da Sociedade Brasileira de Arte Fantástica (SBAF), para os melhores quadrinhos fantásticos (uma ampliação do escopo, já que no ano anterior eram apenas do gênero de ficção científica) nas categorias Profissional e Fã.

## Prêmios
| Categoria                    | Vencedores                                                                |
| ---------------------------- | ------------------------------------------------------------------------- |
| Mestre do Quadrinho Nacional | Ivan Saidenberg                                                           |
| Mestre do Quadrinho Nacional | Paulo Fukue                                                               |
| Mestre do Quadrinho Nacional | Roberto Fukue                                                             |
| Desenhista                   | Fernando Gonsales                                                         |
| Roteirista                   | Arthur Garcia                                                             |
| Lançamento                   | Mulher-Diaba no Rastro de Lampião Ataíde Braz e Flavio Colin (Nova Sampa) |
| Troféu Jayme Cortez          | Edgard Guimarães                                                          |
| Fanzine                      | Marvel News Thiago Gardinali                                              |